# Safenwil
Safenwil (toponimo tedesco) è un comune svizzero di 3 805 abitanti del Canton Argovia, nel distretto di Zofingen.

## Storia
Safenwil è nota per il suo legame con il teologo protestante Karl Barth, che fu pastore qui negli anni '10 del XX secolo e che qui compose una delle sue opere più celebri e importanti, L'Epistola ai Romani, un commentario alla lettera di san Paolo ai romani.

## Monumenti e luoghi d'interesse

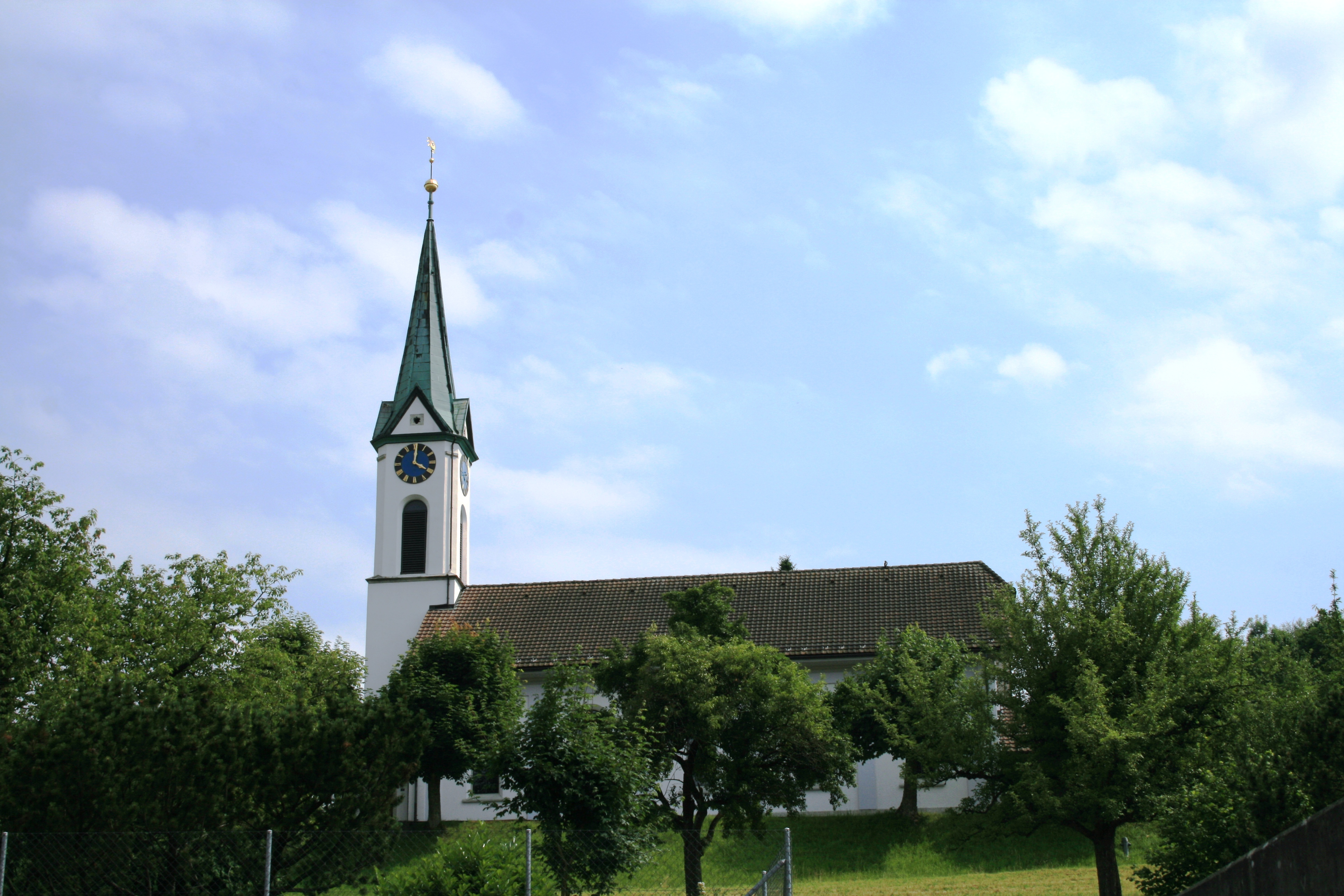
La chiesa riformata

- Chiesa riformata, eretta nel 1866-1867[1].

## Società

### Evoluzione demografica
L'evoluzione demografica è riportata nella seguente tabella:
Abitanti censiti

## Infrastrutture e trasporti
Safenwil è servito dall'omonima stazione sulla ferrovia Zofingen-Wettingen.

## Amministrazione
Ogni famiglia originaria del luogo fa parte del cosiddetto comune patriziale e ha la responsabilità della manutenzione di ogni bene ricadente all'interno dei confini del comune.